# Heart Beat
Singles de Miliyah Katō
Aiaiai
(2012) Lovers part II
(2012)
Heart Beat est le 24e single de Miliyah Katō, sorti sous le label Mastersix Foundation le 8 août 2012 au Japon. Il sort en format CD et CD+DVD. Il arrive 14e à l'Oricon. Il se vend à 15 286 exemplaires la première semaine et reste classé 7 semaines pour un total de 25 912 exemplaires vendus en tout. Heart Beat se trouve sur l'album True Lovers.

## Liste des titres
| 1. | Heart Beat (HEART BEAT)                                                 |  |
| 2. | Rakuen (乐园)                                                           |  |
| 3. | Heart Beat (Dexpistols Remix) (HEART BEAT (DEXPISTOLS REMIX))           |  |
| 4. | Heart Beat (Manaboon Boogie Remix) (HEART BEAT (MANABOON BOOGIE REMIX)) |  |

| 1. | Heart Beat (vidéo-clip)               |  |
| 2. | Heart Beat Teaser Chapter01 -Athletes |  |
| 3. | Heart Beat Teaser Chapter02 -Streets  |  |
| 4. | Heart Beat Teaser Chapter03 -Party    |  |